# 芥川也寸志
芥川 也寸志（1925年7月12日—1989年1月31日），日本作曲家，出生於東京，是著名文學家芥川龍之介的第三子。曾在東京音樂學校從橋本國彥和伊福部昭學習。1953年與團伊玖磨及黛敏郎結成“三人會”。其創作亦深受斯特拉文斯基及普羅科菲耶夫影響。他的著名作品包括《交響性管弦樂曲》《弦樂三章——三折畫》《埃洛拉交響曲》以及歌劇《廣島的俄耳甫斯》（大江健三郎編劇）、芭蕾舞劇《蜘蛛之絲》（根據其父同名短篇小說改編）、聲樂曲集《車塵集》（為佐藤春夫翻譯的中國女詩人作品集譜曲）等。此外還為大量影視作品創作配樂。1989年在東京病逝。